# Garcinia gibbsiae
Garcinia gibbsiae är en tvåhjärtbladig växtart som beskrevs av Spencer Le Marchant Moore. Garcinia gibbsiae ingår i släktet Garcinia och familjen Clusiaceae. Inga underarter finns listade i Catalogue of Life.